# کارین کانووال
کارین کانووال (انگلیسی: Karin Konoval؛ زادهٔ ۴ ژوئن ۱۹۶۱) بازیگر اهل ایالات متحده آمریکا است.
از فیلم‌ها یا برنامه‌های تلویزیونی که وی در آنها نقش داشته‌است می‌توان به دارکوب زبله، پنج همسر من، از سیر تا پیاز، اسکوبی-دو ۲، زندگی، تنها در تاریکی، کریسمس سیاه، در سرزمین زنان، پسر همسایه، پای آمریکایی: کتاب عشق، ۲۰۱۲، ظهور سیاره میمون‌ها، طلوع سیاره میمون‌ها، استپ آپ: همه، جنگ برای سیاره میمون‌ها، خیابان جامپ شماره ۲۱، پرونده‌های ایکس، جوخه سرد، گدایان و انتخاب‌کنندگان، داستان‌های باورنکردنی، دروازه ستارگان اس‌جی-۱، منطقه مرده، ۴۴۰۰، مدرک، واژه ال، همسر خوب، سوپرنچرال، فرینج، انگیزه، کماندار، ندای دل، آی‌زامبی، متل بیتس، مسافران، لوسیفر، جادوگران، ماوراء، دکتر خوب، سوپرگرل و برف‌شکن اشاره کرد.